# بو نپ
بو نپ (به انگلیسی: Beau Knapp) (زاده ۱۷ آوریل ۱۹۸۹) بازیگر آمریکایی است.
از فیلم‌های معروف او می‌توان به بازی در فیلم‌های مردان خوب، قهرمانان از دست رفته و کریپتو اشاره کرد.